# Tassimagulo
Tassimagulo (fl. I secolo a.C.) è stato un principe britanno.

## Biografia
Fu uno dei quattro sovrani del Kent durante la seconda invasione guidata da Gaio Giulio Cesare nel 54 a.C. contro la Britannia. 
Oltre a lui, nel suo De bello Gallico il generale romano ricorda altri tre re: Cingetorige, Carvilio e Segovage. I quattro si allearono con il leader britannico Cassivellauno e attaccarono il campo navale romano. L'intento era di costringere Cesare ad allentare l'assedio in cui aveva stretto Cassivellauno nella sua fortezza a nord del fiume Tamigi. L'assalto fallì e Cassivellauno fu costretto a cercare un accordo. 

## Fonte
- Gaio Giulio Cesare, De bello Gallico 5:22